# Peromyia perardua
Peromyia perardua är en tvåvingeart som beskrevs av Jaschhof 2004. Peromyia perardua ingår i släktet Peromyia och familjen gallmyggor. Inga underarter finns listade i Catalogue of Life.